# Litwinka, czyli hymn legionistów litewskich
Litwinka, czyli hymn legionistów litewskich – pieśń patriotyczna z 1831 roku, autorstwa Karola Kurpińskiego, do słów legionisty Stanisława Cywińskiego. Po raz pierwszy została wykonana w Teatrze Narodowym 29 maja 1831. Richard Wagner wykorzystał ją w dziele Uwertura Polonia.

## Tekst
Wionął wiatr błogi na Lechitów ziemię 

I Litwa czeka przechodnia!

Wzdycha za nim, czeka со dnia,

Gościu przylatuj, bratnie odwiedź plemię,

Uwolń wielkiego z więzów niewolnika,

Olbrzymim ducha udziałem, 

Najezdców uścielisz wałem 

I straż im wydrzesz świętego pomnika. 

Нор, hop, koniku do Litwy, 

Podkóweczka tęgo kuta, 

Jest i szablica do bitwy, 

Szablica jako Kiejstuta. 

Jedźmy powitać litewskie doliny, 

Gdzie nas czekają, gdzie zyszczem wawrzyny! 

Pierzchnie niewoli i udręczeń morze, 

Godzina zmarłych zadzwoni 

I niebios światło uroni, 

Wiosenne swobód przebudzone zorze. 

Ту nam pospieszaj na łono twej matki, 

Szczepie świetnego narodu; 

Legionie z Lechitów grodu, 

Ту błogosławieństw poniesiesz zadatki. 

Нор, hop, koniku do Litwy... 

Litwо, skarbnico młodości pamiątek! 

Droższą сię odtąd zobaczę, 

Во już wolną łzą zapłaczę, 

Pośród wolności narodowych świątek. 

Uwielbień pełne waleczności cudów, 

Niebo ci życia udzieli; 

Błyśnie z grobowej topieli 

Zgubiona kropla w oceanie ludów. 

Нор, hop, koniku do Litwy... 

Święta miłości kochanej Ojczyzny, 

Święta synowi Litwina! 

Zemstą jego tchnie dziedzina 

Tylu niewoli naznaczona blizny. 

Przenikł serc tysiąc wolnych głos wesoły 

I nieskalane Litwiny 

Krwią kupionymi wawrzyny 

Ucieszą zimne naddziadów popioły. 

Нор, hop, koniku do Litwy... 